# SpideyPool XXX: An Axel Braun Parody
«СпайдиПул XXX: пародия Акселя Брауна» (с англ. — «SpideyPool XXX: An Axel Braun Parody») —американский порнографический фильм 2022 года, снятый режиссёром Акселем Брауном. Фильм является порнопародией на коллаборацию супергероев Marvel Comics Дэдпула и Человека-паука.

## Сюжет
Мэри Джейн Уотсон спешит на пробы нового фильма, но из-за спешки путает площадки и попадает на съёмки нового фильма порнорежиссёра Акселя Брауна.
Пройдя кастинг, она соглашается сниматься в порно и становится довольно близка с Уэйдом Уилсоном, даже приглашает его к себе, где они встречаются с Питером Паркером. Попадая в неловкую ситуацию, Уилсон хочет помочь Паркеру и решает повернуть время вспять и помешать самому себе переспать с Мэри Джейн.
Герои отправляются к супергероине Монике Рамбоу, где просят её о помощи. Она призывает на помощь Кэрол Дэнверс, но та отказывает, поэтому она отводит Дэдпула и Человека-паука к Доктору Стрэнджу.
Стрэндж нехотя соглашается помочь, но Дэдпул вмешивается в заклинание, и оно даёт побочный эффект — Человека-паука переносит, на Землю-65, где Питер Паркер погиб, а девушкой-пауком стала Гвен Стейси. Гвен жалеет о том, что ей не удалось переспать с Питером из её вселенной, а Паркеру что с Гвен в его вселенной так ничего и не вышло. Утолив свои желания, Паркер возвращается обратно в то же утро, перед тем, как Мэри Джейн изменила ему с Дэдпулом, и исправляет свою ошибку.

## В ролях
- Сет Гэмбл в роли Уэйда Уилсона/Дэдпула
- Тайлер Круз в роли Питера Паркера/Человека-паука
- Кенна Джеймс в роли Мэри Джейн Уотсон
- Кензи Тейлор в роли Кэрол Дэнверс/Капитан Марвел
- Блейк Блоссом в роли Гвен Стейси
- Ана Фокс в роли Моники Рамбоу/Спектрум
- Райан Дриллер в роли Доктора Стрэнджа
- Джеймс Бартолет[англ.] в роли Джеймса Леблоу
- Марк Крамер в роли ассистента
- Аксель Браун в роли самого себя

## Список сцен
1. Кенна Джеймс и Сет Гэмбл[3]
2. Кензи Тейлор и Райан Дриллер[4]
3. Тайлер Круз и Блейк Блоссом[5]
4. Ана Фокс, Сет Гэмбл и Тайлер Круз[6]

## Производство
29 октября 2021 года режиссёр Аксель Браун объявил кастинг на роли Питера Паркера и Мэри Джейн Уотсон, для своего нового фильма. 22 ноября того же года, после просмотра 71 заявки на роль Мэри Джейн Уотсон, на её роль была утверждена актриса Кенна Джеймс. Она согласилась подстричься и покрасить волосы в огненно-рыжий цвет, чтобы соответствовать образу персонажа из комиксов. 17 декабря Тайлер Круз был утверждён на роль Питера Паркера. В феврале 2022 года на роль Гвен Стейси была утверждена Блейк Блоссом. 2 сентября 2022 года на Wicked.com вышла первая сцена фильма, с участием Сета Гэмбла и Кенны Джеймс. 9 сентября вышла вторая сцена фильма, с участием Кензи Тейлор и Райана Дриллера. 16 сентября вышла третья сцена фильма, с участием Тайлера Круза и Блейк Блоссом. 3 февраля 2023 года вышла четвёртая, финальная сцена фильма, с участием Аны Фокс, Сета Гэмбла и Тайлера Круза.

## Отзывы
Денис Варков из 2x2 назвал фильм «лёгкой, ироничной пародией».

## Награды и номинации
| Год  | Церемония  | Результат | Номинация                                    | Получатель(-и)                         | Примечания |
| ---- | ---------- | --------- | -------------------------------------------- | -------------------------------------- | ---------- |
| 2023 | XRCO Award | Номинация | Лучшая комедия                               | н/д                                    | [ 18 ]     |
| 2023 | XRCO Award | Победа    | Лучший пародия                               | н/д                                    | [ 19 ]     |
| 2023 | XBIZ Award | Номинация | Художественный фильм года                    | н/д                                    | [ 20 ]     |
| 2023 | XBIZ Award | Номинация | Лучшая актерская игра — Главная роль         | Сет Гэмбл                              | [ 20 ]     |
| 2023 | XBIZ Award | Номинация | Лучшая актерская игра второго плана          | Кензи Тейлор                           | [ 20 ]     |
| 2023 | XBIZ Award | Номинация | Лучшая секс сцена — Полнометражный фильм     | Кенна Джеймс и Сет Гэмбл               | [ 20 ]     |
| 2023 | XBIZ Award | Номинация | Лучший сценарий                              | Аксель Браун                           | [ 20 ]     |
| 2023 | XBIZ Award | Номинация | Лучшая операторская работа                   | н/д                                    | [ 20 ]     |
| 2023 | XBIZ Award | Номинация | Лучший монтаж                                | Аксель Браун и Клаудия Росс            | [ 20 ]     |
| 2023 | XBIZ Award | Победа    | Лучшее художественное направление            | н/д                                    | [ 21 ]     |
| 2023 | AVN Award  | Номинация | Grand Reel                                   | н/д                                    | [ 22 ]     |
| 2023 | AVN Award  | Победа    | Лучшее художественное направление            | н/д                                    | [ 23 ]     |
| 2023 | AVN Award  | Номинация | Лучшая операторская работа                   | Джеймс Авалон,Аксель Браун,Ральф Парфе | [ 22 ]     |
| 2023 | AVN Award  | Номинация | Лучший монтаж                                | Аксель Браун и Клаудия Росс            | [ 22 ]     |
| 2023 | AVN Award  | Номинация | Лучшая прическа и макияж                     | Мэй Баллин                             | [ 22 ]     |
| 2023 | AVN Award  | Номинация | Лучшее несексуальное выступление             | Марк Крамер                            | [ 22 ]     |
| 2023 | AVN Award  | Номинация | Лучший сценарий — фильм или мини-сериал      | Аксель Браун                           | [ 22 ]     |
| 2023 | AVN Award  | Номинация | Лучший саундтрек                             | н/д                                    | [ 22 ]     |
| 2023 | AVN Award  | Номинация | Лучший актер второго плана                   | Тайлер Круз                            | [ 22 ]     |
| 2023 | AVN Award  | Победа    | Премия Марка Стоуна за выдающуюся комедию    | н/д                                    | [ 23 ]     |
| 2023 | AVN Award  | Номинация | Выдающаяся режиссура — Индивидуальная работа | Аксель Браун                           | [ 22 ]     |